# Angelica Brage
Angelica Brage, född 16 maj 1987 i Linköping, är en svensk styrkelyftare och föreläsare.
Hon har tagit guld och silver i VM, tre guld och ett brons i EM och nio guld, ett silver och två brons i SM.